# Duguetia calycina
Duguetia calycina är en kirimojaväxtart som beskrevs av Raymond Benoist. Duguetia calycina ingår i släktet Duguetia och familjen kirimojaväxter. Inga underarter finns listade i Catalogue of Life.